# Oenopota subvitrea
Oenopota subvitrea är en snäckart som först beskrevs av Addison Emery Verrill 1884.  Oenopota subvitrea ingår i släktet Oenopota och familjen kägelsnäckor. Inga underarter finns listade i Catalogue of Life.